# Gothaer Waggonfabrik
Gothaer Waggonfabrik (Gotha, GWF) va ser un fabricant alemany de material rodant establert a finals del segle dinou a Gotha.Durant les dues guerres mundials la companyia va construir aeronaus.

## Primera Guerra Mundial
Durant la Primera Guerra Mundial, Gotha va ser el fabricant d'una sèrie de bombarders. Des de 1917, els avions bombarders biplans van ser capaços de dur a terme missions estratègiques de bombardeig sobre Anglaterra, el primer avió més pesat que l'aire utilitzat en aquest paper. Aquests bombarders van ser construïts en diversos subtipus: el Gotha G.I i els successius G.II, G.III, G.IV i G.V. Aquesta darrera variant va ser la més prolífica.

## Període d'entreguerres
El Tractat de Versalles va prohibir la construcció d'aeronaus militars a Alemanya. Gotha va tornar a al negoci ferroviari, però va tornar a la fabricació d'aeronaus amb l'ascens del nazisme i l'abandonament de les restriccions del Tractat.

## Segona Guerra Mundial
La principal contribució de Gotha a la nova Luftwaffe va ser el Gotha Go 145,un avió d'entrenament. També va produir el planador d'assalt Gotha Go 242 i el Messerschmitt Bf 110, sota llicència. Segurament el producte més famós de Gotha va ser no obstant, un avió que mai va entrar en servei. El Horten Ho 229.